# Klein-Etjo
Der Klein-Etjo ist ein Tafelberg in Namibia, rund 5 km nördlich des Etjo, seinem rund 350 Meter höheren „großen Bruder“. Die Gipfelfläche des Klein-Etjo erreicht an ihrer höchsten Stelle eine Höhe von 1727 m, die Plateaufläche beträgt rund 15 km². Der Klein-Etjo liegt zusammen mit dem Etjo im Okonjati-Wildschutzgebiet.